# Facundo Matías Argüello
Facundo Martín Argüello (Buenos Aires, Argentina, 23 de febrero de 1979) es un exfutbolista argentino. Jugaba de defensa y su último equipo fue el Club Almagro de Argentina. Se retiró a una edad relativamente temprana debido a sus constantes lesiones, que siempre le imposibilitaron alcanzar su mejor nivel. Actualmente se desempeña como Director de formativas del club Orense de Ecuador. 

## Trayectoria
Debutó en Nueva Chicago en el año 1998 por la Primera B Nacional.
Disputó 2 encuentros por la Selección de fútbol de Argentina en la categoría Sub-17.

## Clubes

### Como futbolista
| Club                 | País      | Año       |
| -------------------- | --------- | --------- |
| Nueva Chicago        | Argentina | 1998-2003 |
| Huracán              | Argentina | 2003-2004 |
| Atlético de Rafaela  | Argentina | 2004      |
| Millonarios          | Colombia  | 2005      |
| Hapoel Petah-Tikvah  | Israel    | 2005      |
| Kuala Lumpur         | Malasia   | 2006      |
| Instituto de Córdoba | Argentina | 2006-2007 |
| Nueva Chicago        | Argentina | 2007-2008 |
| Vida                 | Honduras  | 2009      |
| Almagro              | Argentina | 2009-2010 |

### Como entrenador
| Club                 | País                 | Año                  | PJ | PG | PE | PP | GF | GC | DG  | EF%    |
| -------------------- | -------------------- | -------------------- | -- | -- | -- | -- | -- | -- | --- | ------ |
| Villa Dálmine        | Argentina            | 2017                 | 6  | 1  | 1  | 4  | 8  | 10 | -2  | 22.22% |
| Nueva Chicago        | Argentina            | 2017                 | 20 | 3  | 9  | 8  | 15 | 23 | -8  | 30%    |
| Total en sus equipos | Total en sus equipos | Total en sus equipos | 26 | 4  | 10 | 12 | 23 | 33 | -10 | 28.21% |